# Hayden Stoeckel
Hayden Stoeckel (Renmark, 10 agosto 1984) è un ex nuotatore australiano.

## Palmarès
- Olimpiadi

Pechino 2008: argento nella 4x100m misti e bronzo nei 100m dorso.
Londra 2012: bronzo nella 4x100m misti.
- Mondiali

Melbourne 2007: oro nella 4x100m misti.
Shanghai 2011: argento nella 4x100m misti.
- Giochi del Commonwealth

Delhi 2010: argento nei 50m dorso.